# New Delhi Challenger 1 2008
Il New Delhi Challenger 1 2008, noto anche come Sail Open 2008, è stato un torneo professionistico maschile di tennis facente parte della categoria ATP Challenger Series nell'ambito dell'ATP Challenger Series 2008. È stata la 5ª edizione del torneo, si è giocata a Nuova Delhi in India dal 12 al 18 maggio 2008 su campi in cemento e aveva un montepremi di $50 000. La settimana successiva si giocò il New Delhi Challenger 2 2008, mentre ad agosto si svolsero il New Delhi Challenger 3 2008 e il New Delhi Challenger 4 2008.

## Vincitori

### Singolare
Lu Yen-hsun ha battuto in finale  Brendan Evans con il punteggio di 5–7 7–65 6–3

### Doppio
Colin Ebelthite /  Samuel Groth hanno battuto in finale  Mohammed Al Ghareeb /  Illja Marčenko con il punteggio di 2–6 7–6(5) [10-8]